# Астрономічна обсерваторія імені Роберта Глембоцького
Астрономічна обсерваторія Гданських автономних школ імені професора Роберта Гленбоцького - астрономічна обсерваторія, розташована в Гданську, на території Гданських автономних школ на вул. Осєк 11/12. Обсерваторія була відкрита 30 серпня 2009 року і була названа на честь професора Роберта Гленбоцького, астронома та викладача Гданського університету. В обсерваторії регулярно проводяться заняття для учнів шкіл Гданська та Триміста.

## Обладнання обсерваторії
- Телескоп-рефрактор фірми Telescope Engineering Company з об'єктивом 16 см
- Сонячний телескоп фірми Lunt з фільтром Hα та об’єктивом 6 см

## Зовнішні посилання
- Сайт Астрономічної обсерваторії імені професора Роберта Глембоцького